# جيريمي بوب
جيريمي بوب (بالإنجليزية: Jeremy Bobb)‏ مواليد 1981، هو ممثل أمريكي بدأ مسيرته الفنية سنة 2005. من أبرز الأعمال التي شارك فيها بيت من ورق والموهبة.

## الأعمال
- بيت من ورق
- الموهبة
- التسليم
- السيد روبوت
- مارشال

## روابط خارجية
- جيريمي بوب على موقع IMDb (الإنجليزية)
- جيريمي بوب على موقع ألو سيني (الفرنسية)
- جيريمي بوب على موقع أول موفي (الإنجليزية)
- جيريمي بوب على موقع قاعدة بيانات الفيلم (الإنجليزية)
- جيريمي بوب على موقع كينوبويسك (الروسية)